# Őcsény
Őcsény là một thị trấn thuộc hạt Tolna, Hungary. Thị trấn này có diện tích 72,61 km², dân số năm 2010 là 2430 người, mật độ 33 người/km².